# Liacarus inermis
Liacarus inermis är en kvalsterart som beskrevs av Aoki 1965. Liacarus inermis ingår i släktet Liacarus och familjen Liacaridae. Inga underarter finns listade i Catalogue of Life.